# Ravvedimento
(Charles Péguy)

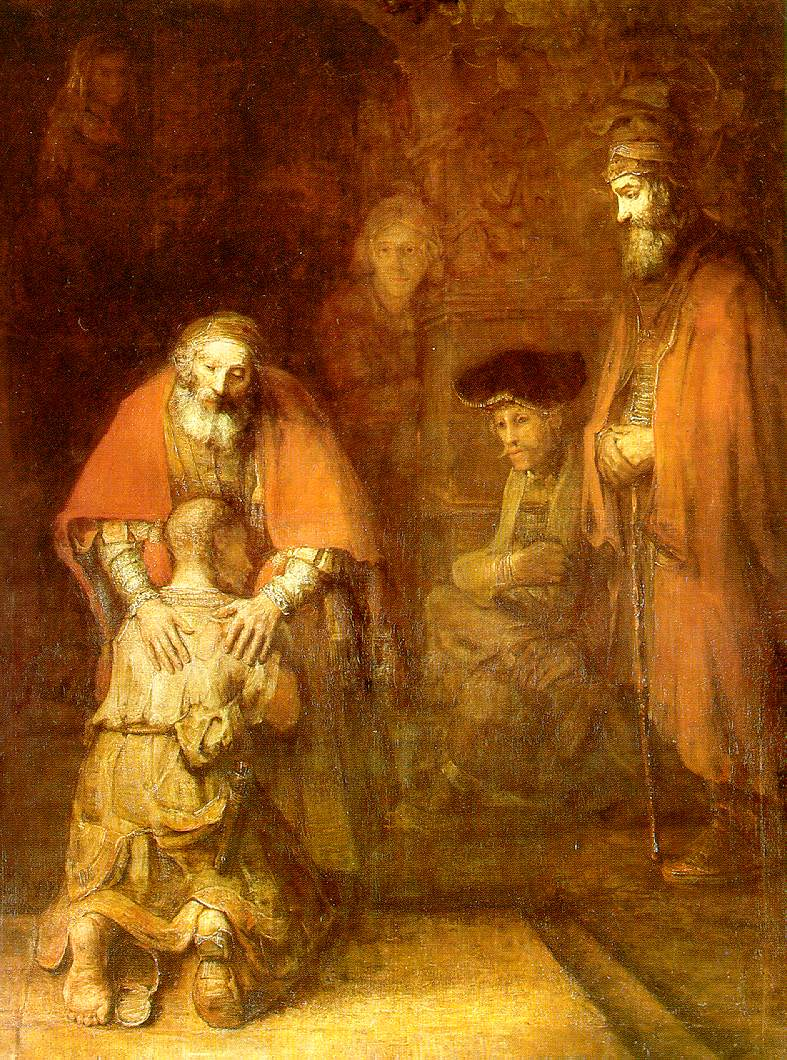
Rembrandt, Il ritorno del figliol prodigo

Ravvedimento, nella teologia cristiana, traduce il termine greco μετανοια, che significa “trasformazione della mente”, e che è spesso usato nella Septuaginta per tradurre il termine tardo ebraico nacham. Il ravvedimento è un aspetto della conversione, l'altro è la fede. Essi sono due aspetti di un'unica esperienza, quella in cui un uomo o una donna abbandona ciò che Dio considera peccato e si affida completamente a Cristo. 
Il ravvedimento, propriamente detto, non dovrebbe essere confuso con la penitenza, termine che spesso, nelle versioni cattoliche romane della Bibbia traduce lo stesso termine greco. L'idea che “penitenza” suggerisce è, infatti, più l'esecuzione di atti prescritti dalla Chiesa per espiare peccati post-battesimali, ma quest'idea non trova riscontro come tale nel Nuovo Testamento, ma fa parte di un'evoluzione posteriore del concetto.
Definito in questo modo, "ravvedimento" potrebbe apparire qualcosa di esclusivamente intellettuale. Non è così, in quanto gli scrittori della Bibbia erano fortemente consapevoli dell'unità della personalità umana. «Trasformare la mente» era essenzialmente modificare l'atteggiamento e così, almeno in principio, cambiare il modo di agire e l'intero modo di vivere; l'iniziale ravvedimento dovrebbe condurre alla rinuncia abituale al peccato.
Il ravvedimento è un principio importante nella predicazione biblica (Geremia 25, 1-7; Marco 1,15; Marco 6,12; Luca 1,16 e sgg.; Atti 2,38 ecc.). Un brano dell'Antico Testamento che non usa questa parola, esprime bene il suo significato: «Chi copre le sue colpe non prospererà, ma chi le confessa e le abbandona otterrà misericordia» (Proverbi 28,13).